# 380 a.C.

## Eventos
- 100a olimpíada: Dionisodoro de Tarento, vencedor do estádio.[1]
- Cleômbroto I foi feito rei de Esparta, m. 371 a.C..
- Segundo os Fastos Capitolinos, Roma teve oito ou nove tribunos consulares neste ano: Sérvio Cornélio Maluginense (tribuno consular em 386 a.C.), Caio Sulpício Pético, Lúcio Valério Publícola, Cneu Sérgio Fidenato Cosso, Licínio Menênio Lanato, Lúcio Emílio Mamercino, Tibério Papírio Crasso, Lúcio Papírio Crasso (ou Mugilano) e Públio Valério Potito Publícola. Lívio cita apenas seis: Lúcio e Públio Valério, o primeiro pela quinta vez e o segundo, pela terceira, Caio Sérgio, pela terceira vez, Licínio Menênio, pela segunda vez, e depois Públio Papírio e Sérvio Cornélio Maluginense.

## Nascimentos
- Dario III, rei da Pérsia (m. 330 a.C.).
- Dêmades, orador e demagogo ateniense (m. 319 a.C.).
- Píteas, mercador, geógrafo e explorador grego (m. 310 a.C.).

## Mortes
- Agesípolis I, rei de Esparta, pertenceu à Dinastia Ágida.